# Omega X
Omega X (кор.: хангиль: 오메가엑스, яп. オメガエックス) — південнокорейський бой-бенд, створений Spire Entertainment у 2021 році. Гурт складається з 11 учасників: Хангьом, Джехан, Хвічан, Себін, Тедон, Чен, Джехьон, Кевін, Чонхун, Хьок, Єчан. Дебют відбувся 30 червня 2021 року з мініальбомом Vamos.

## Кар'єра

### Предебют
Усі учасники Omega X з'являлися в шоу на виживання або дебютували в інших K-pop гуртах, перш ніж дебютувати в Omega X. Хангьом є колишнім учасником Seven O'Clock, який також брав участь у Mix Nine, зайнявши 6-е місце. Джехан був учасником 2 сезону Produce 101 і колишнім учасником Spectrum. Хвічан також брав участь у Mix Nine і є колишнім учасником Limitless. Себін — колишній учасник Snuper і брав участь у The Unit: Idol Rebooting Project. Тедон брав участь у Boys24 і Produce 101, а також є колишнім учасником Gidongdae. Чен і Джехьон — колишні члени 1Team. Кевін, Чонхун і Хьок є колишніми членами ENOi. Єчан брав участь у Under Nineteen і є колишнім учасником 1the9.

### 2021: Дебют ізVamosіWhat's Goin' On
30 червня Omega X дебютували, випустивши свій перший мініальбом Vamos і однойменний головний сингл.
6 вересня Omega X випустили свій перший сингл-альбом What's Goin' On і однойменний головний сингл.

### 2022:Love Me Like,Story Written in Musicта японський дебют
5 січня Omega X випустили свій другий мініальбом Love Me Like і однойменний головний сингл.
15 червня Omega X випустить свій перший студійний альбом Story Written in Music.
24 серпня Omega X дебютують у Японії з мініальбомом Stand Up!.

## Учасники
Адаптовано з їхнього профілю Naver та офіційного веб-сайту.
| Сценічний псевдонім | Сценічний псевдонім | Сценічний псевдонім | Справжнє ім'я | Справжнє ім'я  | Справжнє ім'я | Дата народження             |
| Українською         | Латиницею           | Хангилем            | Українською   | Латиницею      | Хангилем      | Дата народження             |
| ------------------- | ------------------- | ------------------- | ------------- | -------------- | ------------- | --------------------------- |
| Джехан              | Jaehan              | 재한                | Кім Джехан    | Kim Jaehan     | 김재한        | 1 липня 1995 (29 років)     |
| Хвічан              | Hwichan             | 휘찬                | Лі Хвічан     | Lee Hwichan    | 이휘찬        | 18 квітня 1996 (28 років)   |
| Себін               | Sebin               | 세빈                | Чан Себін     | Jang Sebin     | 장세빈        | 24 квітня 1996 (28 років)   |
| Хангьом             | Hangyeom            | 송한겸              | Сон Ханхьом   | Song Hangyeom  | 송한겸        | 17 липня 1996 (28 років)    |
| Тедон               | Taedong             | 태동                | Кім Тедон     | Kim Taedong    | 김태동        | 7 листопада 1997 (27 років) |
| Чен                 | Xen                 | 젠                  | Лі Чіну       | Lee Jin Woo    | 이진우        | 20 лютого 1998 (27 років)   |
| Чехьон              | Jehyun              | 제현                | Мун Чехюн     | Moon Je Hyun   | 문제현        | 20 квітня 1999 (25 років)   |
| Кевін               | Kevin               | 케빈                | Пак Чіну      | Park Jin Woo   | 박진우        | 12 лютого 2000 (25 років)   |
| Чонхун              | Junghoon            | 정훈                | Хан Чонхун    | Han Jeong Hoon | 한정훈        | 14 лютого 2000 (25 років)   |
| Хьок                | Hyuk                | 혁                  | Ян Хьок       | Yang Hyuk      | 양혁          | 15 березня 2000 (25 років)  |
| Єчан                | Yechan              | 예찬                | Сін Єчан      | Shin Ye Chan   | 신예찬        | 14 травня 2001 (23 роки)    |

## Дискографія

### Студійні альбоми
| Назва                  | Деталі альбому                                                                                     | Пікові позиції у чартах | Продажі                  |
| Назва                  | Деталі альбому                                                                                     | KOR                     | Продажі                  |
| ---------------------- | -------------------------------------------------------------------------------------------------- | ----------------------- | ------------------------ |
| Story Written in Music | - Реліз: 15 червня 2022 - Лейбл: Spire Entertainment - Формати: CD, цифрове завантаження, стриминг | 4                       | - Південна Корея: 59,207 |

### Мініальбоми
| Назва        | Деталі мініальбому                                                                                         | Пікові позиції у чартах | Пікові позиції у чартах | Продажі                  |
| Назва        | Деталі мініальбому                                                                                         | KOR                     | JPN                     | Продажі                  |
| ------------ | --- | ----------------------- | ----------------------- | ------------------------ |
| Vamos        | - Реліз: 30 червня 2021 - Лейбл: Spire Entertainment - Формати: CD, цифрове завантаження, стриминг         | 11                      | —                       | - Південна Корея: 18,395 |
| Love Me Like | - Реліз: 5 січня 2022 - Лейбл: Spire Entertainment - Формати: CD, цифрове завантаження, стриминг           | 2                       | —                       | - Південна Корея: 89,619 |
| Stand Up!    | - Реліз: 24 серпня 2022 - Лейбл: Tokuma Japan Communications - Формати: CD, цифрове завантаження, стриминг | —                       | 12                      | - Японія: 3,173          |

### Сингл-альбоми
| Назва           | Деталі альбому                                                                                     | Пікові позиції у чартах | Продажі                  |
| Назва           | Деталі альбому                                                                                     | KOR                     | Продажі                  |
| --------------- | -------------------------------------------------------------------------------------------------- | ----------------------- | ------------------------ |
| What's Goin' On | - Реліз: 6 вересня 2021 - Лейбл: Spire Entertainment - Формати: CD, цифрове завантаження, стриминг | 6                       | - Південна Корея: 56,703 |

### Сингли
| Назва             | Рік  | Альбом                 |
| ----------------- | ---- | ---------------------- |
| «Vamos»           | 2021 | Vamos                  |
| «What's Goin' On» | 2021 | What's Goin' On        |
| «Love Me Like»    | 2022 | Love Me Like           |
| «Play Dumb»       | 2022 | Story Written in Music |

## Нагороди та номінації
| Нагорода                | Рік  | Категорія                         | Номінант / Робота | Результат | Прим.  |
| ----------------------- | ---- | --------------------------------- | ----------------- | --------- | ------ |
| Hanteo Music Awards     | 2021 | Rookie Award — Male Group         | Omega X           | Номінація | [ 16 ] |
| Gaon Chart Music Awards | 2022 | New Artist of the Year — Physical | Omega X           | Номінація | [ 17 ] |
| Golden Disc Awards      | 2022 | Rookie of the Year Award          | Omega X           | Номінація |        |
| Golden Disc Awards      | 2022 | Seezn Most Popular Artist Award   | Omega X           | Номінація |        |
| Seoul Music Awards      | 2022 | Rookie of the Year                | Omega X           | Перемога  | [ 18 ] |
| Seoul Music Awards      | 2022 | Popularity Award                  | Omega X           | Номінація | [ 19 ] |
| Seoul Music Awards      | 2022 | K-wave Popularity Award           | Omega X           | Номінація | [ 19 ] |